# 傅灵越
傅灵越（？—466年），东清河郡贝丘县（今山东省淄博市临川区）人，刘宋、北魏、刘宋官员。

## 生平
傅灵越是傅融与崔氏之子，与兄长傅灵庆、傅灵根一同以才识闻名。元嘉二十七年（450年），刘宋将军萧斌与王玄谟进攻北魏碻磝，傅融战死。王玄谟强行征召傅灵庆担任军主。攻城时，宋军攻城车被城内焚毁，傅灵庆担心触犯军法，率数十名骑兵逃亡。他归家后，与弟弟们一同在山林湖泽间躲藏。萧斌派傅灵庆的堂叔傅乾爱诱召他，随后命壮士将傅灵庆杀害。
傅灵越与二哥傅灵根逃往河北，抵达平城后拜见魏文成帝。他献策平定青州，获文成帝赏识，被任命为镇远将军、青州刺史，封贝丘子，驻守羊兰城；傅灵根则任临齐副将，驻守明潜垒。此时傅灵越之母崔氏在刘宋获赦。宋孝武帝担心傅灵越动摇山东局势，任命傅灵越的叔父傅琰为冀州治中，傅乾爱为乐陵郡太守，令二人以黄河为界与北魏对峙。傅琰派门生假扮傅灵越的婢仆夫妇投降北魏，伺机招降傅灵越。傅灵越因思念母亲，与傅灵根决定南归。他与羊兰城守军交战时，傅乾爱派船接应才得以逃脱，但傅灵根因无法渡过黄河，被临齐守军察觉斩杀。傅灵越抵达建康后谒见孝武帝，获礼遇并被任命为员外郎、兖州司马，兼任鲁郡太守。他认为兄长傅灵根之死是傅乾爱的责任，得知傅乾爱爱吃鸟肉葵菜，便在菜中下毒，傅乾爱食用后归家身亡。
数年后，傅灵越任刘宋太原郡太守，驻守升城。泰始二年（466年），孝武帝之子刘子勋起兵，任命傅灵越为前军将军。他奉崔道固之命与崔景徵一同支援薛安都，经泰山道前往彭城时，因济阴郡太守申闡据守睢陵城抵抗，于是在薛索儿率领下攻城。当申令孙在淮阳请降时，傅灵越奉薛索儿之命前往淮阳，迫使其开城。刘子勋兵败后，傅灵越军队溃散，他被宋明帝部将王广之俘获，押送至明帝辅国府司马刘勔处。刘勔质问其反叛之事，傅灵越坦然应答，不肯乞降。刘勔为其气节感动，将他送往建康。明帝本想赦免傅灵越，但他始终不肯改口，最终被处决。

## 家庭

### 父母
- 傅融，刘宋州主簿、治中、别驾[1]
- 清河崔氏[1]

### 兄弟姐妹
- 傅灵庆，刘宋军主
- 傅灵根，北魏临齐副将

### 夫人
- 清河张氏[1]

### 子女
- 傅竖眼，北魏镇西将军、都督梁巴西益四州诸军事、西道大行台、兼吏部尚书、梁州刺史，武强武贞子

## 传记资料
- 《魏書》卷70 列传第58
- 《北史》卷45 列传第33